# Dampierre-en-Bray
Dampierre-en-Bray è un comune francese di 465 abitanti situato nel dipartimento della Senna Marittima nella regione della Normandia.

## Società

### Evoluzione demografica
Abitanti censiti